# Банк Латвії
Банк Латвії  (латис. Latvijas Banka) — центральний банк Латвії. Штаб-квартира банку розташована в Ризі на вулиці Крішьяна Валдемара, б. 2а.
Банк відповідно до національного законодавства здійснює ключові функції фінансового регулятора. Банк несе відповідальність за підтримання стабільності національної валюти, здійснюючи емісію латвійської грошової одиниці — лата. Нагляд за діяльністю банку здійснюється Сеймом Латвії.

## Історія
Банк Латвії був заснований 7 вересня 1922 року як центральний банк країни. Після приєднання Латвії до СРСР, 10 жовтня 1940 року банк був ліквідований; його функції були передані латвійському республіканському відділенню Держбанку СРСР. У роки фашистської окупації Банк Латвії поновлював свою роботу, але емісією національної валюти вже не займався.
2 березня 1990 Верховна Рада Латвійської РСР прийняв закон «Про банки», відповідно до якого був створений республіканський центральний банк. Проте, повністю функції національного банку, включаючи емісійну, банк став здійснювати лише після прийняття Латвією декларації незалежності, восени 1991 року. До складу Банку Латвії був включений Латвійський республіканський банк Держбанку СРСР (утворений в 1987 році на базі республіканського відділення Держбанку).
З 1 травня 2004 року у зв'язку зі вступом Латвії в Європейський союз Банк Латвії увійшов в Європейську систему центральних банків.

## Власники та керівництво
Власником банку є латвійська держава.
Президент — Ілмарс Рімшевічс (Ilmārs Rimšēvičs).

## Діяльність
Крім центрального банку, розташованого в Ризі, в Латвії також є 3 філії в Даугавпілсі, Резекне і Лієпаї.

### Показники діяльності
Активи банку на 31 грудня 2008 року склали 3,41 млрд латів (на 31 грудня 2007 року — 2,85 млрд латів), капітал — 242,0 млн латів (170 500 000), чистий прибуток за 2008 рік — 53,4 млн латів (за 2007 рік — 51,5 млн латів).